# Antonio Santacroce (Kardinal)

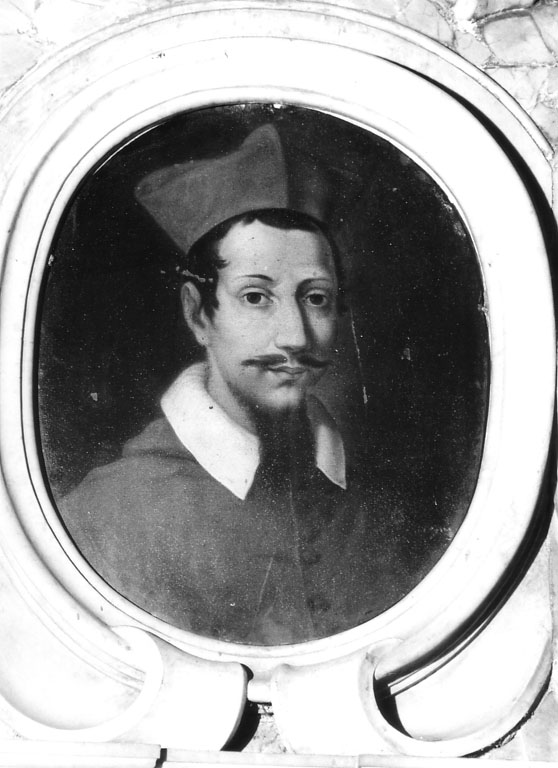
Antonio Kardinal Santacroce (Porträt um 1530)

Antonio Santacroce (* 1. August 1599 in Rom; † 25. November 1641 ebendort) war ein italienischer Kardinal und römisch-katholischer Erzbischof.

## Biografie
Antonio wurde in Rom als Sohn von Marcello Publicola Santacroce (der 1639 Marchese von Pietraforte wurde) und Porzia von der Familie der Marchesi von Drago geboren. Aus seiner Familie stammen viele Kardinäle der römischen Kirche (Antonios Onkel Prospero, sein Neffe Marcello und sein Großneffe Andrea waren ebenfalls Kardinäle).

Kardinalswappen (modernes Schema)

Er wurde in Rom ausgebildet und promovierte in Rechtswissenschaften. 1621 trat er unter Papst Gregor XV. als Hausprälat in den päpstlichen Hof ein und wurde am 24. März 1621 zum Apostolischen Protonotar ernannt. Danach war er Gouverneur der Provinzen Campagna und Marittima (ab 1625) und wurde als Legat a latere mit Kardinal Francesco Barberini nach Paris geschickt.
Obwohl er das erforderliche Alter von 30 Jahren noch nicht erreicht hatte, wurde er am 1. März 1627 von Papst Urban VIII. zum Titularerzbischof von Seleucia in Isauria gewählt. Die Bischofsweihe erhielt er am 21. März desselben Jahres in der Basilika Sant’Andrea della Valle durch den Bischof von Viterbo, Kardinal Tiberio Muti. Am 16. April wurde er zum Apostolischen Nuntius in Polen ernannt.
Im Konsistorium vom 19. November 1629 erhob Urban VIII. Antonio Santacroce zur Kardinalswürde und ernannte ihn zum Kardinalpriester. Erst nach seiner Rückkehr aus Polen empfing Santacroce am 12. August 1630 in Rom den Galero und die Titelkirche Santi Nereo ed Achilleo. Von 1631 bis 1634 war er Kardinallegat von Bologna.
Am 10. März 1631 wurde Kardinal Santacroce Metropolit vom Chieti und dann am 9. Juni 1636 auf den Metropolitan-Erzbischofsstuhl von Urbino versetzt. Er befasste sich kaum mit der Verwaltung seiner Diözesen und zog es vor, seine Aufgaben an Vikare zu delegieren. Er trat jedoch 1639 zurück.
1641 verstarb der Kardinal in Rom an Tuberkulose und wurde in der Kirche Santa Maria in Publicolis beigesetzt.